# Aurore (mini-série)
Pour les articles homonymes, voir Aurore.
Aurore est une mini-série française réalisée par Laetitia Masson, diffusée en 2018 sur Arte.

## Synopsis

### Épisode 1:L'Enfance
Aurore âgée de dix ans vit seule dans une cité avec sa mère qui reçoit la visite d'hommes toujours nouveaux. Elle joue avec son camarade Chris et rêve d'être danseuse. Un jour, affamée, elle se dispute avec un petit garçon de quatre ans, Paulo, au sujet d'un paquet de gâteaux. Elle lui serre le cou au point de l'étrangler. Se rendant compte qu'il est mort, Chris et Aurore jettent le corps dans un marais salant. La petite sœur de Paulo, Maya, assiste en silence à toute la scène.

### Épisode 2:Les Fantômes
Aurore a passé de nombreuses années dans un établissement pour enfants. Elle a changé d'identité, est devenue mère d'une petite fille, Rose, et travaille comme cuisinière dans un restaurant. Malgré cela un journaliste la retrouve et publie sa photo dans le journal local. Elle est alors renvoyée de son travail et n'a d'autre solution que de changer de région. Par ailleurs, Maya, devenue une adulte encore traumatisée par la mort de son frère Paulo, voit la photo d'Aurore et part à sa recherche, se faisant passer pour une écrivaine intéressée par le devenir de la petite criminelle.

### Épisode 3:Requiem
Aurore contacte un Américain qu'elle avait connu alors qu'il enseignait l'anglais dans l'établissement où elle vivait. Il accepte de l’héberger dans son chalet en montagne. Cependant, Maya, grâce aux indications fournies par le journaliste, finit par retrouver Aurore qui lui fait confiance et semble prête à lui confier ses souvenirs d'enfance.

## Fiche technique
- Titre : Aurore
- Réalisation : Laetitia Masson
- Scénario : Laetitia Masson
- Photographie : Éric Dumont
- Musique : Bruno Coulais
- Montage : Alexandre Auque
- Pays d'origine : France
- Durée : 3 x 55 minutes

## Distribution
- Élodie Bouchez : Aurore adulte
- Lolita Chammah : Maya adulte (épisodes 2 et 3)
- Aurore Clément : Madeleine, mère d'Aurore (âgée)
- André Wilms : père de Maya
- Mélody Gualteros : Aurore enfant (épisode 1)
- Ambre Hasaj : Rose, fille d'Aurore (épisodes 2 et 3)
- Sigrid Bouaziz : Madeleine jeune (épisode 1)
- Camille de Sablet : mère de Paulo (épisode 1)
- Ernest Cereijo : Chris (épisode 1)
- Ella Brunetto : Maya enfant (épisode 1)
- Maurice Greene : Léonard (épisodes 2 et 3)
- Philippe Rebbot : François Ravel
- Tatiana Vialle : Alice Tolkias
- Hélène Fillières : Sandrine Leroy
- Jérôme Kircher : Philippe Calmel
- Anna Mouglalis : Lila
- Marc Bodnar : le routier (épisode 2)

## Critiques
Pour Sébastien Mauge dans Télérama cette œuvre « courageuse et sans concession, portée par un casting de rêve » est une parfaite réussite tant pour son scénario que dans sa réalisation. Cet avis est partagé par Véronique Cauhapé dans Le Monde qui relève que « l’esthétique donne le recul nécessaire à la réflexion ». Le magazine belge Moustique parle d'un « pari audacieux » mais « il n'en est pas moins réussi », salue « les deux actrices, boulversantes [et qui] portent ce drame avec justesse et intensite » et la réalisatrice, Laetitia Masson qui « parvient à faire réfléchir sur ce qui semble inconcevable ».

## Autour du film
C'est la première apparition à l'écran de la jeune Mélody Gualteros, dont la réalisatrice Laetitia Masson dira qu'elle possède ce « regard profond et opaque dans lequel chacun peut projeter des choses douloureuses. ».